# Muncie Flyers (lední hokej)
Muncie Flyers byl profesionální americký klub ledního hokeje, který sídlil v Muncie ve státě Indiana. V letech 1948–1949 působil v profesionální soutěži International Hockey League. Flyers ve své poslední sezóně v IHL skončily ve čtvrtfinále play-off. Hlavním trenérem mužstva byl Henry Coupe.

## Přehled ligové účasti
Zdroj: 
- 1948–1949: International Hockey League (Jižní divize)